# Malaysische Botschaft in Berlin
Die malaysische Botschaft in Berlin ist die diplomatische Vertretung des Landes Malaysia in der Bundesrepublik Deutschland.

## Lage
Das Botschaftsgebäude steht an der nördlichen Seite der Klingelhöferstraße und ist nicht gesondert umzäunt. Das Bauwerk ist als selbstständiger Block in die Gesamtanlage des Tiergarten-Dreiecks eingebunden. In der Nachbarschaft befinden sich die Botschaft von Bahrain, die Botschaft der Republik Senegal und die Botschaft des Herzogtums Luxemburg. Alle sind in den Zwischenräumen mit massiven Metallzäunen geschützt, in denen Einfahrten für Kraftfahrzeuge vorhanden sind (Versorgung, Gäste).

## Gebäude

### Baubeschreibung

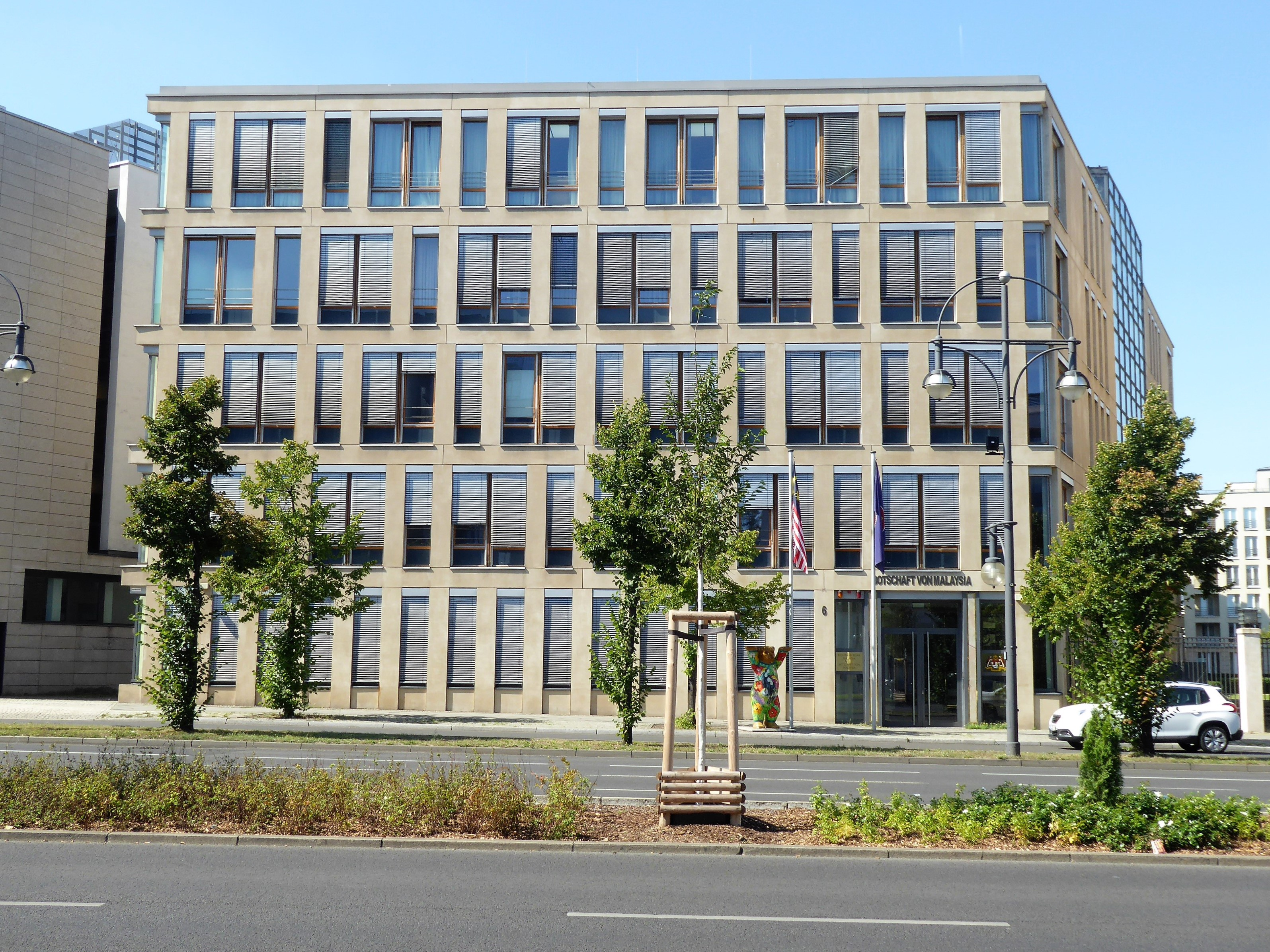
Botschaftsgebäude in Berlin-Tiergarten

Das schlichte fünfetagige Bürohaus wurde von den Architekten PSP Weltner Louviaux geplant und verwirklicht, als Bauherr fungierte die Groth Gruppe. Der Komplex hat eine Bruttogeschossfläche von 3750 m² und einen rhombusartigen Grundriss; er ist Teil des übergeordneten Bebauungsplans, der als Masterplan von den Architekten Machleidt u. Stepp ausgearbeitet worden ist.
Das Bauwerk besteht aus zwei Gebäudeflügeln, die mit einem verglasten Atrium verbunden sind. Es kann für größere Veranstaltungen genutzt werden. Der Fußboden ist mit großformatigen geschliffenen Granitplatten belegt.
In der Klingelhöferstraße befindet sich das breite vierflügelige Eingangsportal, über dem ein Vordach vor Regen und Schnee schützt und auf welchem anfangs ein Fahnenständer montiert war. Die Fahnen stehen mittlerweile in gesonderten Metallträgern direkt auf dem Fußweg. In der untersten Etage sind in gleichmäßigen Abständen schmale hohe Fenster eingebaut, in den folgenden Etagen haben die Architekten etwas Abwechslung an der Fassade dadurch geschaffen, dass sich ein schmales Fenster jeweils mit einem zweiflügeligen gleich hohen Fenster abwechselt. Die Reihen sind gegeneinander versetzt.
Die Fassade ist mit Travertin verkleidet. Auf dem Gehweg vor der Botschaft haben die Diplomaten einen Buddy Bär aufgestellt, der mit farbenkäftigen Motiven und der Flagge Malaysias verziert ist.

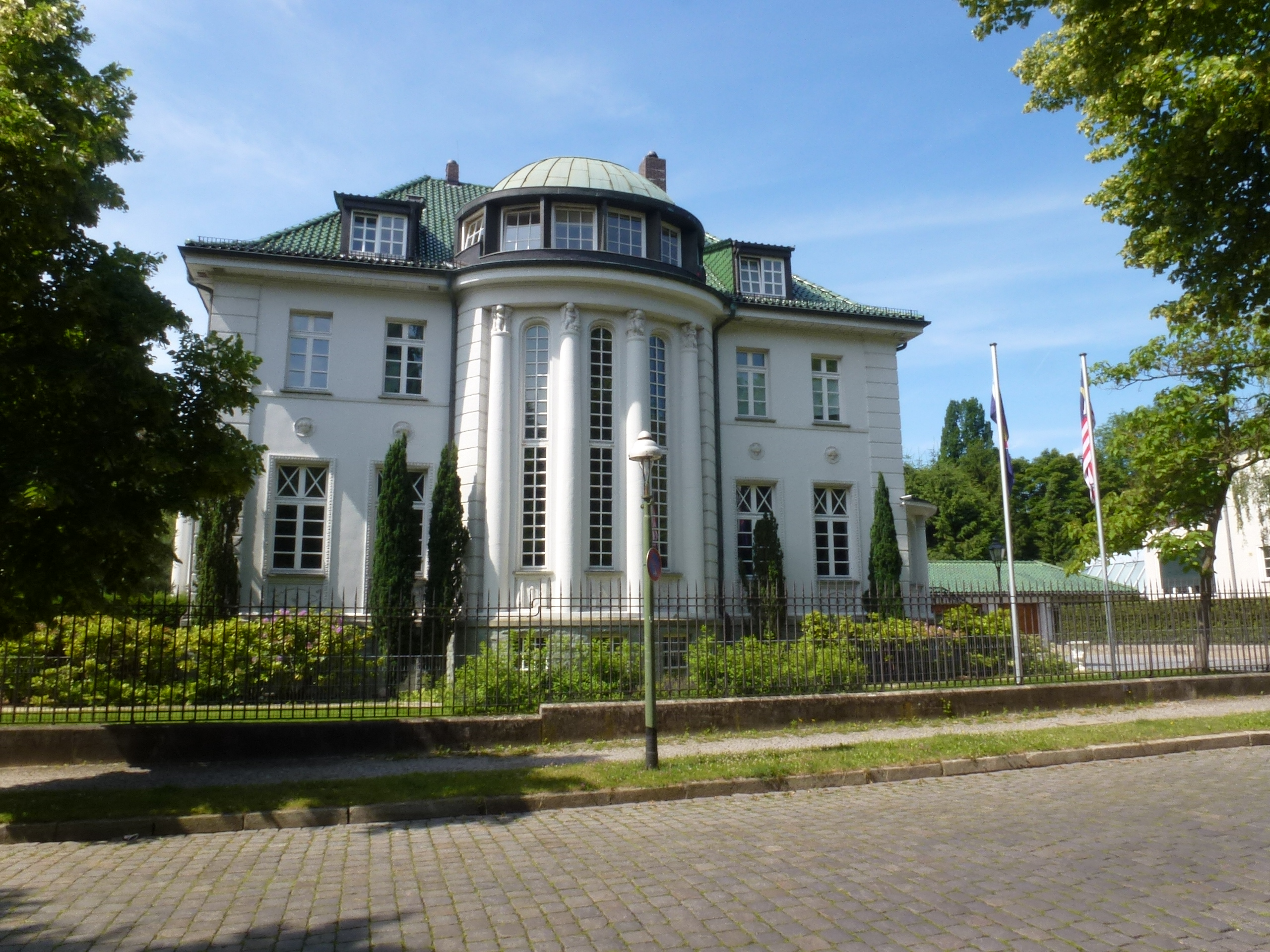
Botschaftsresidenz in Berlin-Lichterfelde West

In der vierten Etage und im Westflügel des Gebäudes sind Wohnungen für die Angestellten vorhanden. Ein Seiteneingang führt durch einen massiven Metallgitterzaun zu den mit einem Schild gekennzeichneten Staff Apartments.

### Botschaftsresidenz
Die offizielle Botschaftsresidenz befindet sich in der Villenkolonie Lichterfelde West am Rande des Botanischen Garten (Willdenowstraße 20). Die in den 1920er Jahren erbaute Villa wurde in den 2010er Jahren aufwändig renoviert.

## Geschichte
Die diplomatischen Beziehungen zwischen Malaysia und der Bundesrepublik Deutschland wurden im Jahr 1957 aufgenommen. Fünf Jahre später eröffnete 1962 das Land in der damaligen Hauptstadt Bonn im Ortsteil Bad Godesberg seine erste Botschaft.
Nach der deutschen Wiedervereinigung und dem Bonn-Berlin-Gesetz wurden der Botschaftssitz nach Berlin verlegt und zunächst in gemieteten Räumen in der Genthiner Straße 41 eine Filiale eingerichtet.
Im Diplomatenviertel in Berlin-Tiergarten fanden die Diplomaten schließlich ein Grundstück für den Neubau eines Repräsentationsgebäudes. Sie konnten am 11. November 2000 ihre neuen Räumlichkeiten beziehen, die offizielle Eröffnung des Botschaftsgebäudes nahm der malaysische Premierminister Tun Dr. Mahathir Mohamad erst am 19. März 2002 vor.
Die internationale Anerkennung der DDR infolge der Konferenz von Helsinki führte dazu, dass die DDR ab 1973 mit zahlreichen Ländern der ganzen Welt diplomatische Beziehungen aufnahm. Am 4. April 1973 wurde eine solche Vereinbarung mit Malaysia in Kuala Lumpur unterzeichnet, und im gleichen Jahr trat der erste Geschäftsträger für die DDR in Kuala Lumpur seinen Dienst an. Eine diplomatische Mission von Malaysia in Ost-Berlin ist dagegen nicht bekannt geworden.
Die Zusammenarbeit zwischen Malaysia und Deutschland beruht auf gegenseitigen Wirtschaftsbeziehungen und politischer Verlässlichkeit: Malaysia sorgt als Mitglied der ASEAN in Südostasien für Stabilität, Zuverlässigkeit und Ausgleich bei Streitigkeiten. Auch kulturelle, wissenschaftliche und Bildungsaktivitäten gibt es von beiden Seiten.

## Aufgaben der Botschaft
Gemäß einem Organigramm gibt es acht Bereiche in der Botschaft, zu denen der Botschafter mit seinem persönlichen Assistenten und dem Deputy Chief of Mission sowie ein Ministerialrat und ein Geschäftsträger zählen.
Der malaysische Botschafter bahnt für sein Land in Deutschland Kontakte zwischen Unternehmen, Bildungs- und Sporteinrichtungen sowie Dienstleistern an und begleitet Delegationen seines Landes.
Das Botschaftsteam ist auch Ansprechpartner für die Deutschland lebenden Malaien und stellt Visa für verschiedene Zwecke aus.

## Botschafter
Den Posten der Botschafterin hat seit dem 8. Februar 2023 Adina binti Kamarudin inne.
Vorherige Amtsträger waren:
- Aug. 1962–Nov. 1963: Senu Abdul Rahman
- Feb. 1964–Dez. 1965: Abdul Hamid Jumat
- Jan. 1966–Okt. 1971: Abd Khalid Awang Osman
- Nov. 1971–Dez. 1974: Philip H.K. Kuok
- März 1975–Sept. 1975: Abdullah Ali
- Dez. 1975–Okt. 1978: Ismail Mohamed
- Dez. 1978–Aug. 1981: Kamaruddin Ariff
- Sept. 1981–Nov. 1983: Ali Abdullah
- Dez. 1983–März 1986: Albert S. Talalla
- Mai 1986–Mai 1988: Abdul Majid Mohamed
- Juni 1988–Mai 1992: Zainal Abidin Ibrahim
- Juli 1992–Nov. 1992: Ajit Singh
- Jan. 1993–Aug. 1995: Mohd Amir Jaafar
- Okt. 1995–Dez. 1998: Zainuddin Abd Rahman
- Apr. 1999–Apr. 2003: Abdul Kadir Deen
- Juni 2003–Juni 2007: Kamal Ismaun
- Sept. 2007–Apr. 2010: Zakaria Sulong
- Juni 2010–Aug. 2013: Ibrahim Abdullah
- Okt. 2013–Febr. 2015: Salman Ahmad[8]
- Mai 2015–Okt. 2017: Zulkifli Adnan[9]
- Nov. 2017–Nov. 2020: Sarah Nava Rani Al Bakri Devadason[10]
- seit Feb. 2023: Adina binti Kamarudin

## Konsulate
- Generalkonsulat in Frankfurt am Main[11]
- Honorarkonsulate[11]
  - in Böblingen für die Bundesländer Baden-Württemberg, Rheinland-Pfalz und Saarland
  - in Hamburg für die Bundesländer Hamburg, Bremen, Niedersachsen und Schleswig-Holstein